# Leptochilus eatoni
Leptochilus eatoni är en stekelart som först beskrevs av E.Saundas 1905.  Leptochilus eatoni ingår i släktet Leptochilus och familjen Eumenidae.

## Underarter
Arten delas in i följande underarter:
- L. e. gomerensis
- L. e. tiraianensis